# ريمون قبشي
ريمون قبشي (Raimundo Kabchi) هو محام فنزويلي وبروفسور في معهد الدراسات الدبلوماسية العليا في فنزويلا ومستشار سابق للرئيس الفنزويلي السابق هوغو تشافيز وهو من أصل لبناني.

## النشأة والمسيرة
ولد ريمون قبشي في 4 سبتمبر 1941 في زغرتا بلبنان ودرس بالمدينة وتحصل على شهادة البروفيه باللغتين العربية والفرنسية وفي أوائل 1958 سُجن ظلما مع ألفين من متساكني زغرتا من قبل حكومة كميل شمعون لأنهم رفضوا القتال. وهاجر لفنزيلا سنة 1958 أي بعمر 16 سنة حيث كان لديه أخوين هناك إضافة للكثير من المغتربين من عائلة قبشي.